# Malcolm Page
Malcolm Anthony Page, född 18 maj 1936, död 7 maj 2007, var valthornist i Göteborgs symfoniker (1974–2000). Intill sin död var han aktiv som hornist och pedagog. Page kom ursprungligen från England.